# Keith Askins
Keith Bernard Askins (Athens, 15 dicembre 1967) è un ex cestista e allenatore di pallacanestro statunitense, professionista nella NBA.